# 테흐노파르크역
테흐노파르크역(러시아어: Технопарк)은 모스크바 지하철 자모스크보레츠카야 선의 역으로, 압토자보츠카야 역과 콜로멘스카야 역의 중간에 신설된 역이다.

## 역사
- 2013년 2월: 착공.
- 2015년 12월 28일: 영업 개시.

## 구조
2면 2선의 상대식 승강장 구조로, 두 개의 보행자 데크가 있다.

## 역 주변
본 역에서는 주로 나가티노 아이랜드 테크노파크(사이언스 파크)로 운행하게 되어 있다.

## 사진

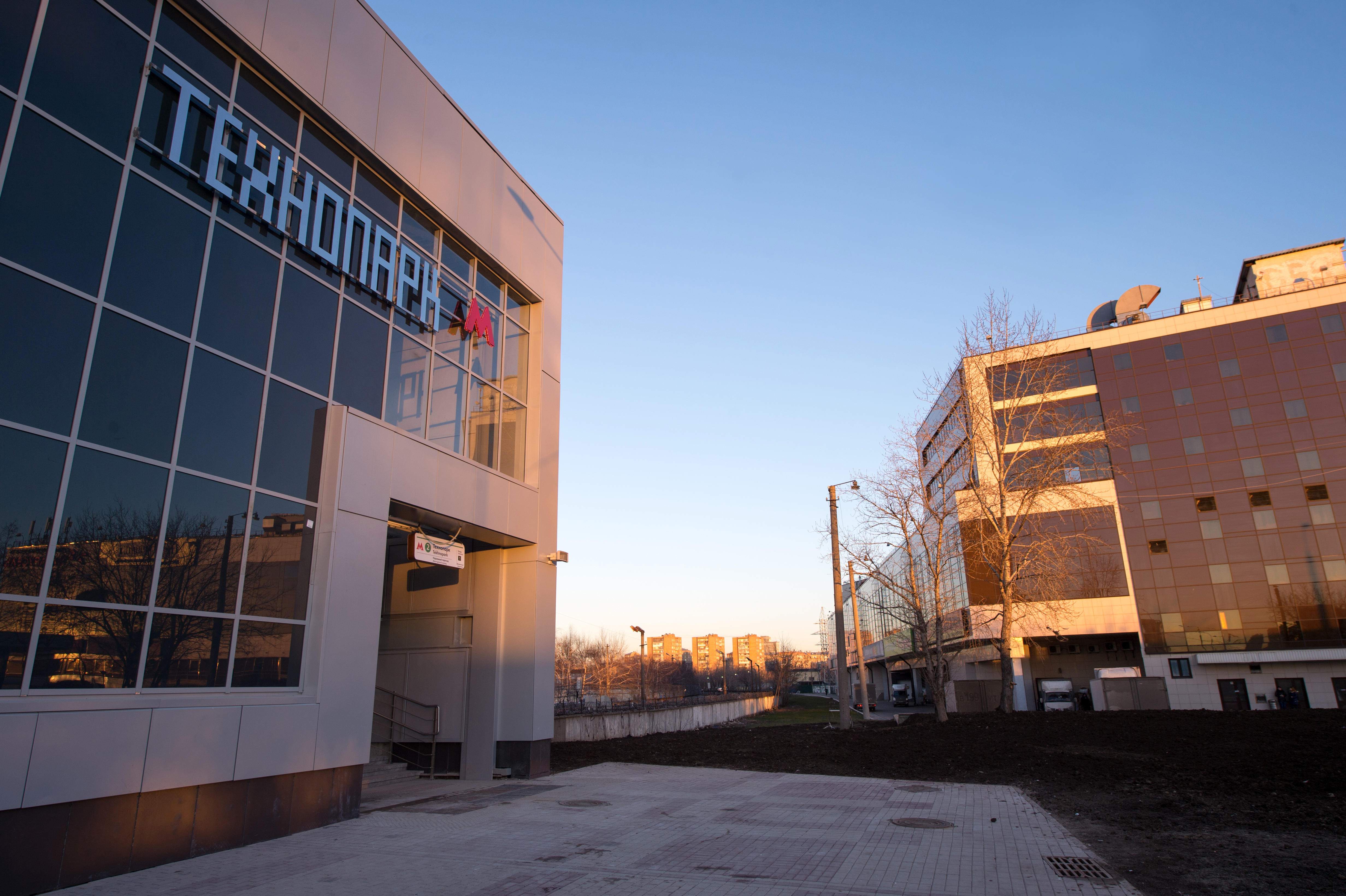
출입구
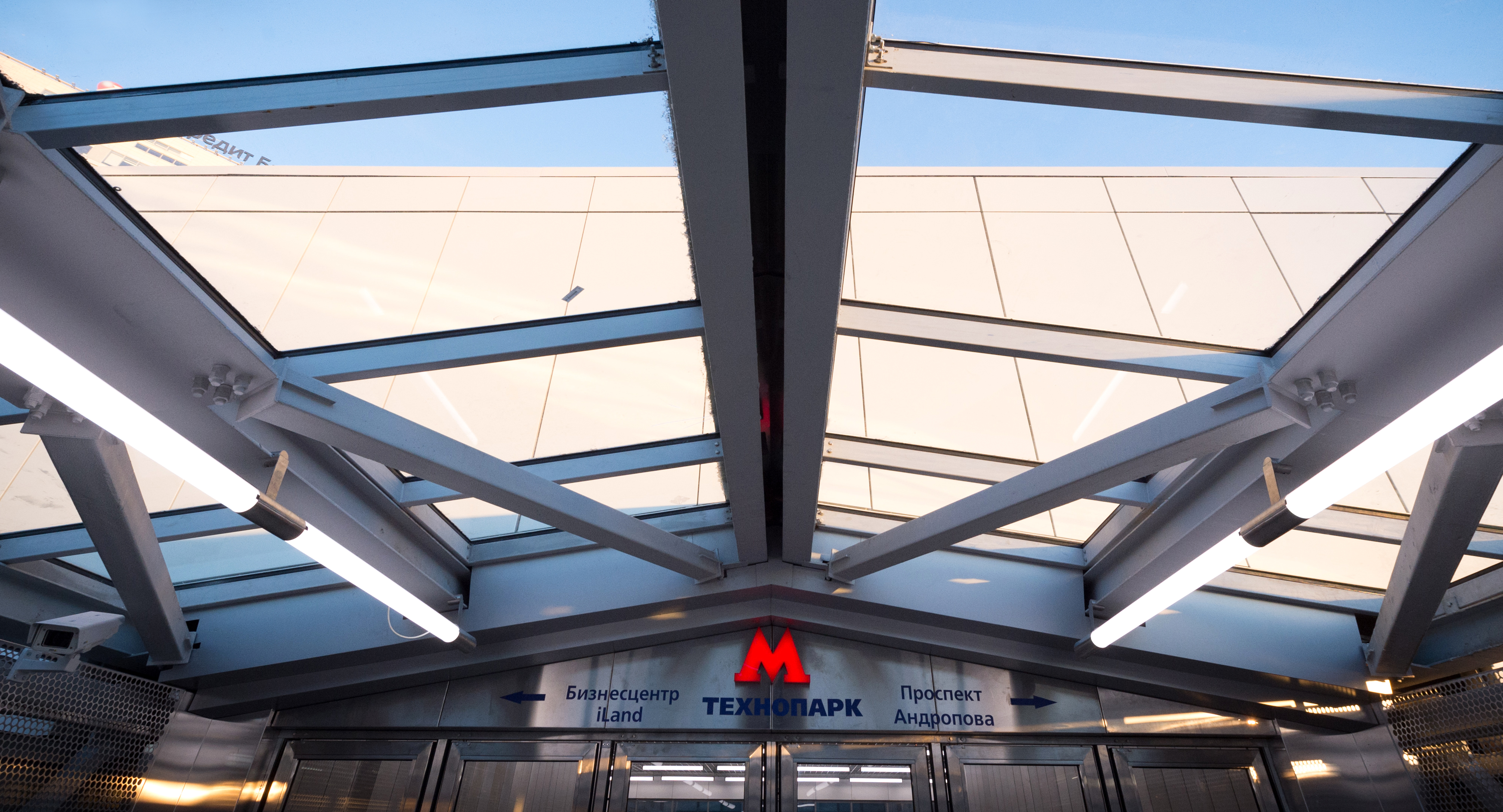
천장 부분
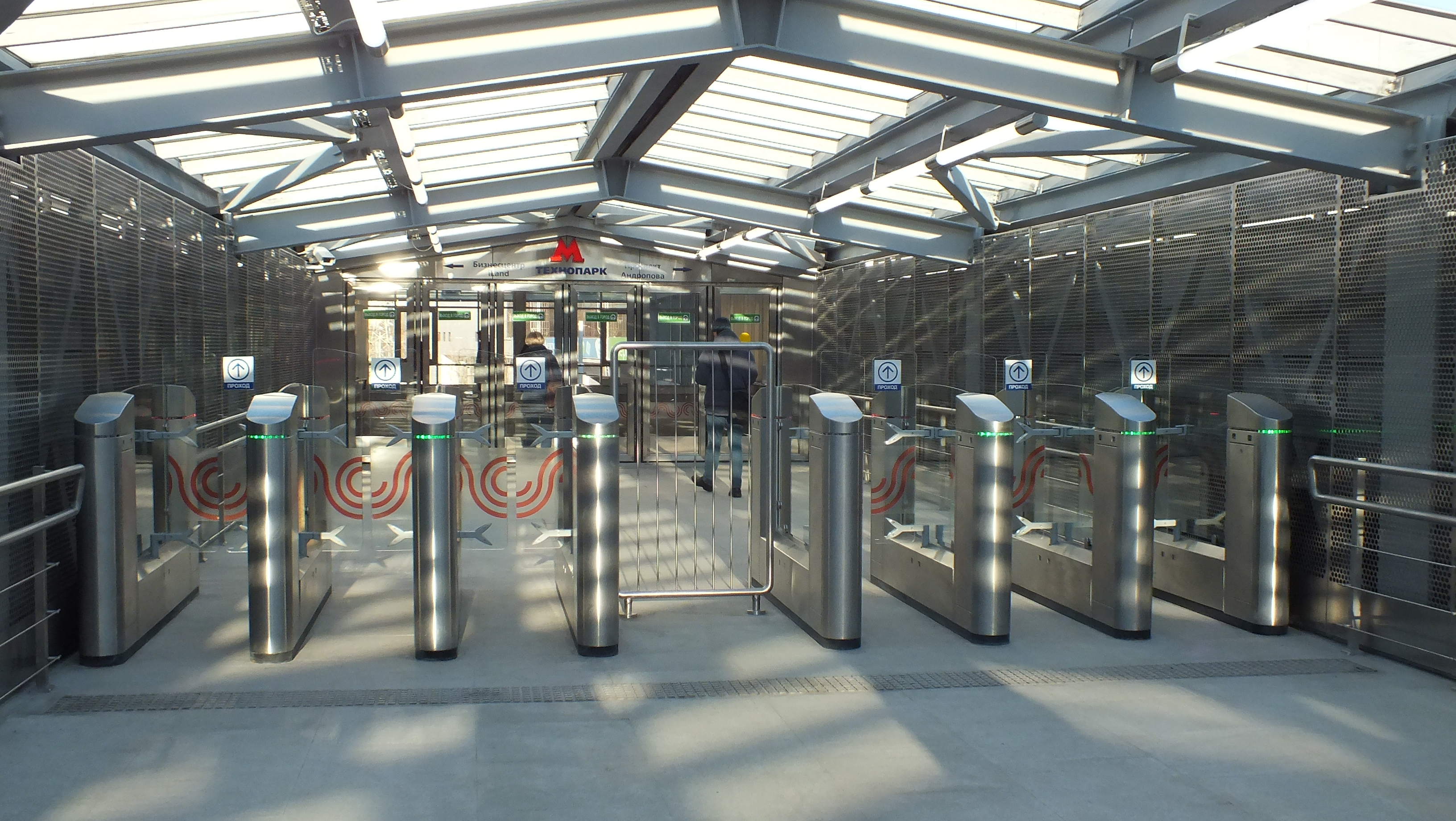
게이트
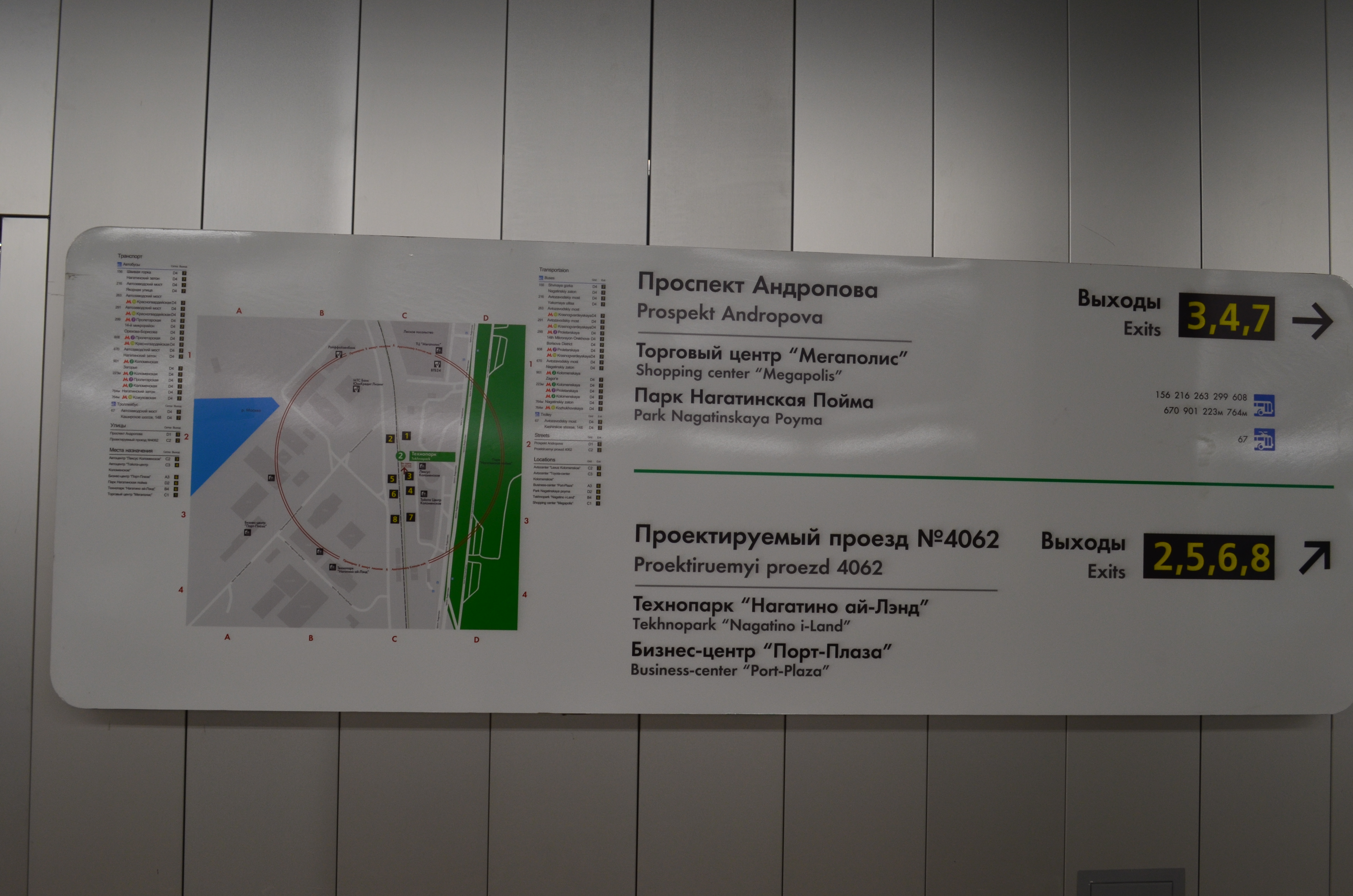
출구 안내 표지판